# 拉利瓜

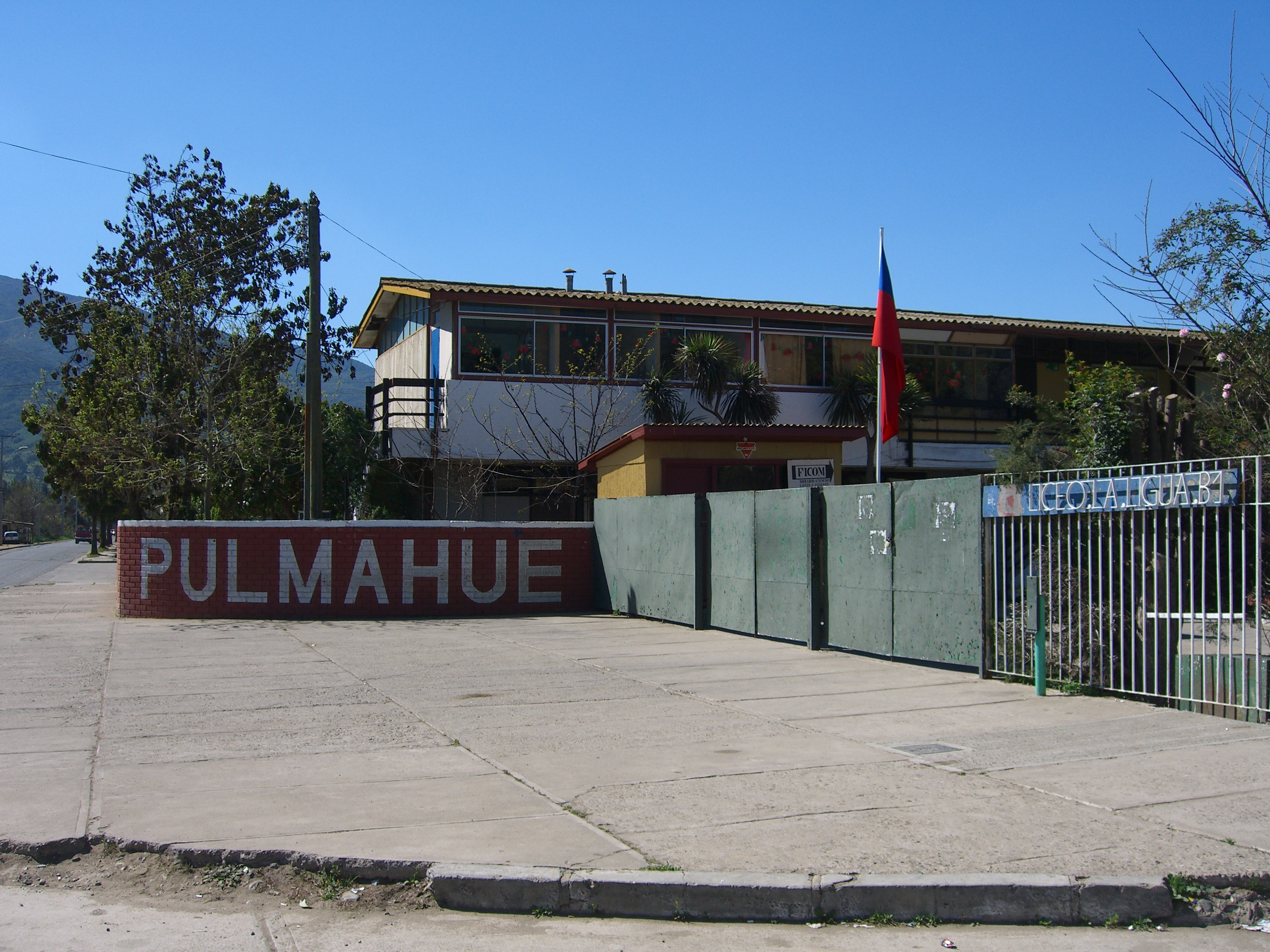

拉利瓜是智利的城鎮，位於該國中部，由瓦爾帕萊索大區負責管轄，也是佩托爾卡省的首府，始建於1754年，面積1,163平方公里，海拔高度126米，2002年人口31,987，人口密度每平方公里27.5人。

## 外部連結
- （西班牙文） Municipality of La Ligua （页面存档备份，存于）